# Olympische Sommerspiele 2008/Teilnehmer (Aserbaidschan)
| Gelbes Symbol für Goldmedaillen mit stilisierten Olympischen Ringen | Graues Symbol für Silbermedaillen mit stilisierten Olympischen Ringen | Braundes Symbol für Bronzemedaillen mit stilisierten Olympischen Ringen |
| ------------------------------------------------------------------- | --------------------------------------------------------------------- | ----------------------------------------------------------------------- |
| 1                                                                   | 1                                                                     | 4                                                                       |

Aserbaidschan nahm 2008 zum vierten Mal an Olympischen Sommerspielen teil. Beteiligt waren 44 Sportler in zehn Sportarten. Fahnenträger bei der Eröffnungsfeier war der Ringer Fərid Mansurov.

## Medaillengewinner
| Goldmedaillen (1)   | Goldmedaillen (1) | Goldmedaillen (1) |
| Disziplin           | Sportler          |                   |
| ------------------- | ----------------- | ----------------- |
| Judo, bis 73 kg (M) | Elnur Məmmədli    |                   |

| Silbermedaillen (2)         | Silbermedaillen (2) | Silbermedaillen (2) |
| Disziplin                   | Sportler            |                     |
| --------------------------- | ------------------- | ------------------- |
| Ringen, Greco bis 55 kg (M) | Rövşən Bayramov     |                     |

| Bronzemedaillen (4)            | Bronzemedaillen (4) | Bronzemedaillen (4) |
| Disziplin                      | Sportler            |                     |
| ------------------------------ | ------------------- | ------------------- |
| Boxen, Federgewicht (M)        | Şahin İmranov       |                     |
| Judo, bis 100 kg (M)           | Mövlüd Mirəliyev    |                     |
| Ringen, Freistil bis 96 kg (M) | Xetaq Qazyumov      |                     |
| Ringen, Freistil bis 48 kg (F) | Mariya Stadnik      |                     |

Die Medaille von Vitali Rəhimov wurde 2016 aberkannt und seine Ergebnisse gestrichen, da er gedopt angetreten war. Dies wurde bei umfangreichen Nachtests bewiesen.

## Teilnehmer nach Sportarten

### Boxen
| Athleten       | Wettbewerb               | 1. Runde          | 1. Runde | Achtelfinale     | Achtelfinale | Viertelfinale  | Viertelfinale | Halbfinale       | Halbfinale    | Finale        | Finale        | Rang   |
| Athleten       | Wettbewerb               | Gegner            | Ergebnis | Gegner           | Ergebnis     | Gegner         | Ergebnis      | Gegner           | Ergebnis      | Gegner        | Ergebnis      | Rang   |
| -------------- | ------------------------ | ----------------- | -------- | ---------------- | ------------ | -------------- | ------------- | ---------------- | ------------- | ------------- | ------------- | ------ |
| Männer         |                          |                   |          |                  |              |                |               |                  |               |               |               |        |
| Samir Məmmədov | Fliegengewicht bis 51 kg | Abdelillah Nhaila | 19:4     | Somjit Jongjohor | 2:10         | ausgeschieden  | ausgeschieden | ausgeschieden    | ausgeschieden | ausgeschieden | ausgeschieden | 9      |
| Şahin İmranov  | Federgewicht bis 57 kg   | Galib Schafarow   | 9:5      | Nikoloz Izoria   | 18:9         | Idel Torriente | 16:14         | Khedafi Djelkhir | RET           | ausgeschieden | ausgeschieden | Bronze |

### Gewichtheben
| Athleten       | Wettbewerb       | Reißen  | Reißen | Stoßen                | Stoßen                | Zweikampf     | Zweikampf     | Rang         |
| Athleten       | Wettbewerb       | Gewicht | Rang   | Gewicht               | Rang                  | Gewicht       | Rang          | Rang         |
| -------------- | ---------------- | ------- | ------ | --------------------- | --------------------- | ------------- | ------------- | ------------ |
| Männer         |                  |         |        |                       |                       |               |               |              |
| Sərdar Həsənov | Klasse bis 62 kg | 128 kg  | 12     | kein gültiger Versuch | kein gültiger Versuch | ausgeschieden | ausgeschieden | DSQ (Doping) |
| Əfqan Bayramov | Klasse bis 69 kg | 145 kg  | 9      | 175 kg                | 6                     | 320 kg        | 6             | 6            |
| Turan Mirzəyev | Klasse bis 69 kg | 146 kg  | 7      | 181 kg                | 3                     | 327 kg        | 4             | 4            |
| İntiqam Zairov | Klasse bis 85 kg | 166 kg  | 6      | 195 kg                | 8                     | 361 kg        | 7             | DSQ (Doping) |
| Nizami Paşayev | Klasse bis 94 kg | 181 kg  | 1      | 215 kg                | 3                     | 396 kg        | 3             | DSQ (Doping) |

### Judo
| Athleten         | Wettbewerb        | 1. Runde | 1. Runde | 2. Runde               | 2. Runde    | Hoffnungsrunde Achtelfinale / Achtelfinale | Hoffnungsrunde Achtelfinale / Achtelfinale | Hoffnungsrunde Viertelfinale / Viertelfinale | Hoffnungsrunde Viertelfinale / Viertelfinale | Hoffnungsrunde Halbfinale / Halbfinale | Hoffnungsrunde Halbfinale / Halbfinale | Finale / Platz 3      | Finale / Platz 3 | Rang   |
| Athleten         | Wettbewerb        | Gegner   | Ergebnis | Gegner                 | Ergebnis    | Gegner                                     | Ergebnis                                   | Gegner                                       | Ergebnis                                     | Gegner                                 | Ergebnis                               | Gegner                | Ergebnis         | Rang   |
| ---------------- | ----------------- | -------- | -------- | ---------------------- | ----------- | ------------------------------------------ | ------------------------------------------ | -------------------------------------------- | -------------------------------------------- | -------------------------------------- | -------------------------------------- | --------------------- | ---------------- | ------ |
| Frauen           |                   |          |          |                        |             |                                            |                                            |                                              |                                              |                                        |                                        |                       |                  |        |
| Kifayət Qasımova | Klasse bis 57 kg  | –        | –        | –                      | –           | Aiko Satō                                  | 0100 - 1001                                | ausgeschieden                                | ausgeschieden                                | ausgeschieden                          | ausgeschieden                          | ausgeschieden         | ausgeschieden    | 15     |
| Männer           |                   |          |          |                        |             |                                            |                                            |                                              |                                              |                                        |                                        |                       |                  |        |
| Ramil Qasımov    | Klasse bis 66 kg  | –        | –        | Alim Gadanow           | 0101 - 0120 | ausgeschieden                              | ausgeschieden                              | ausgeschieden                                | ausgeschieden                                | ausgeschieden                          | ausgeschieden                          | ausgeschieden         | ausgeschieden    | 21     |
| Elnur Məmmədli   | Klasse bis 73 kg  | –        | –        | Dirk Van Tichelt       | 1000 - 0000 | Kanstanzin Sjamjonau                       | 1001 - 0001                                | Kim Chol-su                                  | 0200 - 0000                                  | Ali Maloumat                           | 1000 - 0000                            | Wang Ki-chun          | 1000 - 0000      | Gold   |
| Mehman Əzizov    | Klasse bis 81 kg  | –        | –        | Ole Bischof            | 0011 - 0020 | Travis Stevens                             | 0001 - 0200                                | ausgeschieden                                | ausgeschieden                                | ausgeschieden                          | ausgeschieden                          | ausgeschieden         | ausgeschieden    | 13     |
| Elxan Məmmədov   | Klasse bis 90 kg  | –        | –        | Negmatuillo Asranqulov | 0011 - 0000 | Xurshid Nabiev                             | 0110 - 0010                                | Irakli Zirekidse                             | 0000 - 1000                                  | Hesham Mesbah                          | 0010 - 0011                            | ausgeschieden         | ausgeschieden    | 9      |
| Mövlud Mirəliyev | Klasse bis 100 kg | –        | –        | Hassan Azzoune         | 1000 - 0001 | Lewan Schorscholiani                       | 1010 - 0000                                | Daniel Brata                                 | 0110 - 0000                                  | Naidangiin Tüwschinbajar               | 0000 - 0010                            | Przemysław Matyjaszek | 0110 - 0001      | Bronze |

### Leichtathletik
Laufen und Gehen
| Athleten       | Wettbewerb | Vorlauf | Vorlauf | Viertelfinale | Viertelfinale | Halbfinale    | Halbfinale    | Finale        | Finale        | Rang |
| Athleten       | Wettbewerb | Zeit    | Rang    | Zeit          | Rang          | Zeit          | Rang          | Zeit          | Rang          | Rang |
| -------------- | ---------- | ------- | ------- | ------------- | ------------- | ------------- | ------------- | ------------- | ------------- | ---- |
| Männer         |            |         |         |               |               |               |               |               |               |      |
| Ruslan Abbasov | 100 m      | 10,58 s | 5       | ausgeschieden | ausgeschieden | ausgeschieden | ausgeschieden | ausgeschieden | ausgeschieden | 50   |
| Ramil Guliyev  | 200 m      | 20,78 s | 2       | 20,66 s       | 5             | ausgeschieden | ausgeschieden | ausgeschieden | ausgeschieden | 24   |

### Reiten

#### Springreiten
| Athleten                            | Wettbewerb | Strafpunkte   | Strafpunkte   | Strafpunkte   | Strafpunkte   | Strafpunkte   | Gesamt |
| Athleten                            | Wettbewerb | Qualifikation | Qualifikation | Qualifikation | Einzelfinale  | Einzelfinale  | Gesamt |
| Athleten                            | Wettbewerb | 1. Umlauf     | 2. Umlauf     | 3. Umlauf     | 1. Umlauf     | 2. Umlauf     | Rang   |
| ----------------------------------- | ---------- | ------------- | ------------- | ------------- | ------------- | ------------- | ------ |
| Camal Rəhimov mit Ionesco de Brekka | Einzel     | 1             | DNF           | ausgeschieden | ausgeschieden | ausgeschieden | DNF    |

### Rhythmische Sportgymnastik
| Athletinnen                                                                                 | Wettbewerb           | Qualifikation | Qualifikation | Finale        | Finale        | Rang |
| Athletinnen                                                                                 | Wettbewerb           | Punkte        | Rang          | Punkte        | Rang          | Rang |
| ------------------------------------------------------------------------------------------- | -------------------- | ------------- | ------------- | ------------- | ------------- | ---- |
| Frauen                                                                                      |                      |               |               |               |               |      |
| Dinara Gimatova                                                                             | Mehrkampf Einzel     | 66,525        | 11            | ausgeschieden | ausgeschieden | 11   |
| Aliyə Qarayeva                                                                              | Mehrkampf Einzel     | 69,200        | 7             | 69,675        | 6             | 6    |
| Anna Bitiyeva Vəfa Hüseynova Anastasiya Prasolova Dina Qorina Alina Tryopina Valeriya Yeqay | Mehrkampf Mannschaft | 31,450        | 8             | 31,575        | 7             | 7    |

### Ringen
| Athleten                         | Wettbewerb        | 1. Runde                      | 1. Runde | Achtelfinale          | Achtelfinale | Viertelfinale            | Viertelfinale | Halbfinale           | Halbfinale    | Hoffnungsrunde Viertelfinale | Hoffnungsrunde Viertelfinale | Hoffnungsrunde Halbfinale | Hoffnungsrunde Halbfinale | Hoffnungsrunde Finale | Hoffnungsrunde Finale | Finale           | Finale        | Rang         |
| Athleten                         | Wettbewerb        | Gegner                        | Ergebnis | Gegner                | Ergebnis     | Gegner                   | Ergebnis      | Gegner               | Ergebnis      | Gegner                       | Ergebnis                     | Gegner                    | Ergebnis                  | Gegner                | Ergebnis              | Gegner           | Ergebnis      | Rang         |
| -------------------------------- | ----------------- | ----------------------------- | -------- | --------------------- | ------------ | ------------------------ | ------------- | -------------------- | ------------- | ---------------------------- | ---------------------------- | ------------------------- | ------------------------- | --------------------- | --------------------- | ---------------- | ------------- | ------------ |
| Freistil Frauen                  |                   |                               |          |                       |              |                          |               |                      |               |                              |                              |                           |                           |                       |                       |                  |               |              |
| Mariya Stadnik                   | Klasse bis 48 kg  | –                             | –        | Carol Huynh           | 1:3          | –                        | –             | –                    | –             | –                            | –                            | Kim Hyung-joo             | 3:1                       | Tatjana Bakatjuk      | 3:1                   | –                | –             | Bronze       |
| Yelena Komarova                  | Klasse bis 55 kg  | –                             | –        | Natalja Golz          | 0:3          | ausgeschieden            | ausgeschieden | ausgeschieden        | ausgeschieden | ausgeschieden                | ausgeschieden                | ausgeschieden             | ausgeschieden             | ausgeschieden         | ausgeschieden         | ausgeschieden    | ausgeschieden | 15           |
| Olesja Zamula                    | Klasse bis 63 kg  | –                             | –        | Kaori Ichō            | 0:5          | –                        | –             | –                    | –             | –                            | –                            | Randi Miller              | 0:5                       | ausgeschieden         | ausgeschieden         | ausgeschieden    | ausgeschieden | 16           |
| griechisch-römischer Stil Männer |                   |                               |          |                       |              |                          |               |                      |               |                              |                              |                           |                           |                       |                       |                  |               |              |
| Rövşən Bayramov                  | Klasse bis 55 kg  | –                             | –        | Mostafa Mohamed       | 3:0          | Yagnier Hernández Silver | 3:1           | Roman Amojan         | 3:1           | –                            | –                            | –                         | –                         | –                     | –                     | Nasir Mankijew   | 1:3           | Silber       |
| Vitali Rəhimov                   | Klasse bis 60 kg  | Sheng Jiang                   | 3:1      | Eusebiu Diaconu       | 3:1          | Armen Nasarjan           | 3:1           | Nurbakyt Tengisbajew | 3:1           | –                            | –                            | –                         | –                         | –                     | –                     | Islambek Albijew | 0:3           | DSQ (Doping) |
| Fərid Mansurov                   | Klasse bis 66 kg  | –                             | –        | Armen Wardanjan       | 0:3          | ausgeschieden            | ausgeschieden | ausgeschieden        | ausgeschieden | ausgeschieden                | ausgeschieden                | ausgeschieden             | ausgeschieden             | ausgeschieden         | ausgeschieden         | ausgeschieden    | ausgeschieden | 19           |
| İlqar Abdulov                    | Klasse bis 74 kg  | Şeref Tüfenk                  | 3:1      | Warteres Samurgaschew | 0:5          | ausgeschieden            | ausgeschieden | ausgeschieden        | ausgeschieden | ausgeschieden                | ausgeschieden                | ausgeschieden             | ausgeschieden             | ausgeschieden         | ausgeschieden         | ausgeschieden    | ausgeschieden | 12           |
| Şalva Qadabadze                  | Klasse bis 84 kg  | –                             | –        | Haykel Achouri        | 3:0          | Zoltán Fodor             | 1:3           | –                    | –             | –                            | –                            | Ma Sanyi                  | 1:3                       | ausgeschieden         | ausgeschieden         | ausgeschieden    | ausgeschieden | 8            |
| Anton Botev                      | Klasse bis 120 kg | Dawid Saldadse                | 3:1      | Jalmar Sjöberg        | 0:3          | ausgeschieden            | ausgeschieden | ausgeschieden        | ausgeschieden | ausgeschieden                | ausgeschieden                | ausgeschieden             | ausgeschieden             | ausgeschieden         | ausgeschieden         | ausgeschieden    | ausgeschieden | 9            |
| Freistil Männer                  |                   |                               |          |                       |              |                          |               |                      |               |                              |                              |                           |                           |                       |                       |                  |               |              |
| Namiq Sevdimov                   | Klasse bis 55 kg  | –                             | –        | Yang Kyong-il         | 3:1          | Kim Hyo-sub              | 3:1           | Henry Cejudo         | 1:3           | –                            | –                            | –                         | –                         | Radoslaw Welikow      | 1:3                   | –                | –             | 5            |
| Zəlimxan Hüseynov                | Klasse bis 60 kg  | Mawlet Batirow                | 0:3      | –                     | –            | –                        | –             | –                    | –             | Yandro Quintana              | 3:1                          | Murad Ramasanow           | 3:1                       | Morad Mohammadi       | 1:3                   | –                | –             | 5            |
| Emin Əzizov                      | Klasse bis 66 kg  | Grégory Sarrasin              | 3:0      | Leonid Spiridonow     | 0:3          | ausgeschieden            | ausgeschieden | ausgeschieden        | ausgeschieden | ausgeschieden                | ausgeschieden                | ausgeschieden             | ausgeschieden             | ausgeschieden         | ausgeschieden         | ausgeschieden    | ausgeschieden | 12           |
| Çamsulvara Çamsulvarayev         | Klasse bis 74 kg  | –                             | –        | Murad Hajdarau        | 1:3          | ausgeschieden            | ausgeschieden | ausgeschieden        | ausgeschieden | ausgeschieden                | ausgeschieden                | ausgeschieden             | ausgeschieden             | ausgeschieden         | ausgeschieden         | ausgeschieden    | ausgeschieden | 14           |
| Novruz Temrezov                  | Klasse bis 84 kg  | Tschagnaadordschiin Gandsorig | 3:1      | Reza Yazdani          | 5:0          | Georgi Ketojew           | 1:3           | ausgeschieden        | ausgeschieden | ausgeschieden                | ausgeschieden                | ausgeschieden             | ausgeschieden             | ausgeschieden         | ausgeschieden         | ausgeschieden    | ausgeschieden | 7            |
| Xetaq Qazyumov                   | Klasse bis 96 kg  | Mateusz Gucman                | 3:0      | Vincent Aka-Akesse    | 3:0          | Qurbon Qurbonov          | 3:0           | Schirwani Muradow    | 1:3           | –                            | –                            | –                         | –                         | Heorhij Tibilow       | 3:0                   | –                | –             | Bronze       |
| Əli İsayev                       | Klasse bis 120 kg | –                             | –        | Artur Taymazov        | 1:3          | –                        | –             | –                    | –             | –                            | –                            | Disney Rodríguez          | 0:5                       | ausgeschieden         | ausgeschieden         | ausgeschieden    | ausgeschieden | 13           |

### Schießen
| Athleten               | Wettbewerb | Qualifikation    | Qualifikation | Finale           | Finale        | Rang |
| Athleten               | Wettbewerb | Ringe / Scheiben | Rang          | Ringe / Scheiben | Rang          | Rang |
| ---------------------- | ---------- | ---------------- | ------------- | ---------------- | ------------- | ---- |
| Frauen                 |            |                  |               |                  |               |      |
| Zemfira Meftahəddinova | Skeet      | 63               | 15            | ausgeschieden    | ausgeschieden | 15   |

### Schwimmen
| Athleten            | Wettbewerb    | Vorlauf     | Vorlauf | Halbfinale    | Halbfinale    | Finale        | Finale        | Rang |
| Athleten            | Wettbewerb    | Zeit        | Rang    | Zeit          | Rang          | Zeit          | Rang          | Rang |
| ------------------- | ------------- | ----------- | ------- | ------------- | ------------- | ------------- | ------------- | ---- |
| Frauen              |               |             |         |               |               |               |               |      |
| Oksana Hatamkhanova | 100 m Brust   | 1:20,22 min | 6       | ausgeschieden | ausgeschieden | ausgeschieden | ausgeschieden | 46   |
| Männer              |               |             |         |               |               |               |               |      |
| Tural Abbasov       | 50 m Freistil | 26,31 s     | 4       | ausgeschieden | ausgeschieden | ausgeschieden | ausgeschieden | 78   |

### Taekwondo
| Athlet         | Wettkampf        | Achtelfinale      | Achtelfinale | Viertelfinale     | Viertelfinale | Halbfinale           | Halbfinale | Hoffnungsrunde | Hoffnungsrunde | Finale/Kampf um Bronze | Finale/Kampf um Bronze | Rang |
| Athlet         | Wettkampf        | Gegner            | Ergebnis     | Gegner            | Ergebnis      | Gegner               | Ergebnis   | Gegner         | Ergebnis       | Gegner                 | Ergebnis               | Rang |
| -------------- | ---------------- | ----------------- | ------------ | ----------------- | ------------- | -------------------- | ---------- | -------------- | -------------- | ---------------------- | ---------------------- | ---- |
| Männer         |                  |                   |              |                   |               |                      |            |                |                |                        |                        |      |
| Rashad Ahmadov | Klasse bis 80 kg | Abdulqader Sarhan | 5:0          | Sébastien Michaud | 0:0           | Hadi Saei Bonehkohal | 1:4        | –              | –              | Steven Lopez           | 2:3                    | 5    |